# Kristofer Hivju
Kristofer Hivju, född 7 december 1978 i Oslo, är en norsk skådespelare.

## Biografi
Kristoffer Hivju är utbildad vid Ryska akademin för teaterkonst (GITIS) i Århus och har spelat på Trøndelag Teater i Trondheim.
Hivju är bland annat känd för att sedan 2013 spela rollen som Tormund Giantsbane i den amerikanska TV-serien Game of Thrones. Han vann en Guldbagge i kategorin Bästa manliga biroll vid Guldbaggegalan 2015 för sin roll som Mats i Ruben Östlunds långfilm Turist. År 2016 debuterade Hivju med rollkaraktären Steinar Hovland i den 32:a Beck-filmen Beck – Steinar. Karaktären är löst baserad på Kollberg-figuren från böckerna och ersätter Mikael Persbrandts rollkaraktär Gunvald Larsson som skrivits ur i föregående film.

### Familj
Han är son till skådespelaren Erik Hivju och kusin till den franska skådespelaren Isabelle Nanty. Han är bosatt i Trondheim.

## Filmografi (i urval)
- 2011 – The Thing
- 2013–2019 – Game of Thrones (TV-serie)
- 2013 – After Earth
- 2014 – Kraftidioten
- 2014 – Turist
- 2014 – En iskall jävel
- 2016 – Beck – Steinar
- 2016 – Beck – Vägs ände
- 2016 – Beck – Sista dagen
- 2017 – Fast & Furious 8
- 2018 – Beck – Ditt eget blod
- 2018 – Beck – Den tunna isen
- 2018 – Beck – Utan uppsåt
- 2018 – Beck – Djävulens advokat
- 2020 – Beck – Undercover
- 2021 – Beck – Den förlorade sonen
- 2021 – Beck – Ett nytt liv
- 2022 – Beck – Rage Room
- 2023 – Beck – Quid Pro Quo
- 2023 – Beck – Inferno
- 2023 – Cocaine Bear
- 2023 – Red One